# Courcebœufs
Courcebœufs est une commune française, située dans le département de la Sarthe en région Pays de la Loire, peuplée de 641 habitants.
La commune fait partie de la province historique du Maine, et se situe dans le Haut-Maine (Maine roux).

## Géographie
| Souligné-sous-Ballon | Saint-Mars-sous-Ballon | Beaufay          |
| Souligné-sous-Ballon | Courcebœufs            | Beaufay          |
| Joué-l'Abbé          | Savigné-l'Évêque       | Savigné-l'Évêque |

### Climat
Pour des articles plus généraux, voir Climat des Pays de la Loire et Climat de la Sarthe.
En 2010, le climat de la commune est de type climat océanique dégradé des plaines du Centre et du Nord, selon une étude du CNRS s'appuyant sur une série de données couvrant la période 1971-2000. En 2020, Météo-France publie une typologie des climats de la France métropolitaine dans laquelle la commune est exposée à un climat océanique altéré et est dans la région climatique  Moyenne vallée de la Loire, caractérisée par une bonne insolation (1 850 h/an) et un été peu pluvieux. 
Pour la période 1971-2000, la température annuelle moyenne est de 11 °C, avec une amplitude thermique annuelle de 13,9 °C. Le cumul annuel moyen de précipitations est de 688 mm, avec 11,6 jours de précipitations en janvier et 7,1 jours en juillet. Pour la période 1991-2020, la température moyenne annuelle observée sur la station météorologique de Météo-France la plus proche, sur la commune de Saint-Corneille à 9 km à vol d'oiseau, est de 12,0 °C et le cumul annuel moyen de précipitations est de 774,0 mm,. Pour l'avenir, les paramètres climatiques de la commune estimés pour 2050 selon différents scénarios d'émission de gaz à effet de serre sont consultables sur un site dédié publié par Météo-France en novembre 2022.

## Urbanisme

### Typologie
Au 1er janvier 2024, Courcebœufs est catégorisée commune rurale à habitat dispersé, selon la nouvelle grille communale de densité à sept niveaux définie par l'Insee en 2022.
Elle est située hors unité urbaine. Par ailleurs la commune fait partie de l'aire d'attraction du Mans, dont elle est une commune de la couronne,. Cette aire, qui regroupe 144 communes, est catégorisée dans les aires de 200 000 à moins de 700 000 habitants,.

### Occupation des sols
L'occupation des sols de la commune, telle qu'elle ressort de la base de données européenne d’occupation biophysique des sols Corine Land Cover (CLC), est marquée par l'importance des territoires agricoles (82,2 % en 2018), une proportion sensiblement équivalente à celle de 1990 (82,4 %). La répartition détaillée en 2018 est la suivante : 
prairies (49,4 %), terres arables (31,7 %), forêts (15,9 %), zones urbanisées (1,9 %), zones agricoles hétérogènes (1,1 %). L'évolution de l’occupation des sols de la commune et de ses infrastructures peut être observée sur les différentes représentations cartographiques du territoire : la carte de Cassini (XVIIIe siècle), la carte d'état-major (1820-1866) et les cartes ou photos aériennes de l'IGN pour la période actuelle (1950 à aujourd'hui).

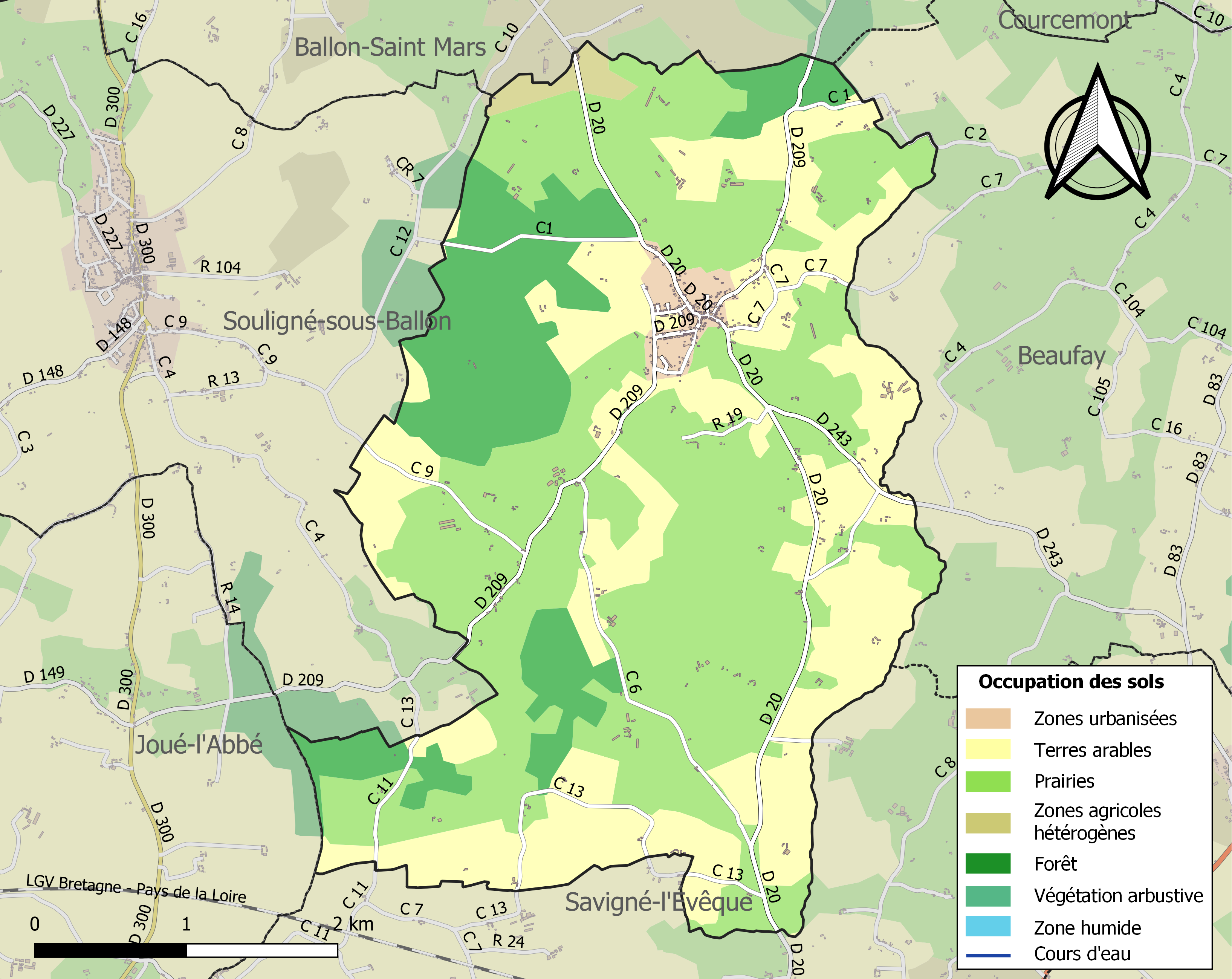
Carte des infrastructures et de l'occupation des sols de la commune en 2018 (CLC).

## Toponymie
Le toponyme est attesté sous les formes Curcesbot en 1073 et Corcesbois en 1330. Il est issu du bas latin cortem, « domaine rural », et d'un anthroponyme germanique tel que Saxbodus ou Sigibod.
Le gentilé est (Courcebœusiens).

## Politique et administration
| Période                                  | Période   | Identité           | Étiquette | Qualité                          |
| ---------------------------------------- | --------- | ------------------ | --------- | -------------------------------- |
| 1898                                     |           | - Poirier          |           |                                  |
|                                          |           |                    |           |                                  |
| ?                                        | mars 2001 | Raymond Vaugarny   | -         | -                                |
| mars 2001                                | mars 2008 | Nicole Égon        | -         | -                                |
| mars 2008                                | mai 2020  | Jean-Claude Bellec | SE        | Retraité                         |
| mai 2020                                 | En cours  | Dominique Dorizon  | SE        | Conseiller principal d’éducation |
| Les données manquantes sont à compléter. |           |                    |           |                                  |

Le conseil municipal est composé de quinze membres dont le maire et deux adjoints.

### Jumelages
- Măgureni (Roumanie) depuis 1996, dans le département de la Prahova, au nord de Bucarest.

## Démographie
L'évolution du nombre d'habitants est connue à travers les recensements de la population effectués dans la commune depuis 1793. Pour les communes de moins de 10 000 habitants, une enquête de recensement portant sur toute la population est réalisée tous les cinq ans, les populations de référence des années intermédiaires étant quant à elles estimées par interpolation ou extrapolation. Pour la commune, le premier recensement exhaustif entrant dans le cadre du nouveau dispositif a été réalisé en 2007.
En 2022, la commune comptait 641 habitants, en évolution de +0,79 % par rapport à 2016 (Sarthe : −0,25 %, France hors Mayotte : +2,11 %).
Courcebœufs a compté jusqu'à 1 161 habitants en 1836.
| 1793 | 1800 | 1806 | 1821  | 1831  | 1836  | 1841  | 1846  | 1851  |
| ---- | ---- | ---- | ----- | ----- | ----- | ----- | ----- | ----- |
| 854  | 883  | 998  | 1 104 | 1 133 | 1 161 | 1 130 | 1 093 | 1 085 |

| 1856  | 1861 | 1866  | 1872 | 1876  | 1881 | 1886 | 1891 | 1896 |
| ----- | ---- | ----- | ---- | ----- | ---- | ---- | ---- | ---- |
| 1 068 | 994  | 1 016 | 951  | 1 018 | 913  | 902  | 886  | 843  |

| 1901 | 1906 | 1911 | 1921 | 1926 | 1931 | 1936 | 1946 | 1954 |
| ---- | ---- | ---- | ---- | ---- | ---- | ---- | ---- | ---- |
| 808  | 824  | 748  | 612  | 632  | 637  | 574  | 541  | 562  |

| 1962 | 1968 | 1975 | 1982 | 1990 | 1999 | 2006 | 2007 | 2012 |
| ---- | ---- | ---- | ---- | ---- | ---- | ---- | ---- | ---- |
| 524  | 532  | 427  | 370  | 390  | 434  | 558  | 576  | 620  |

| 2017 | 2022 | - | - | - | - | - | - | - |
| ---- | ---- | - | - | - | - | - | - | - |
| 638  | 641  | - | - | - | - | - | - | - |

## Lieux et monuments

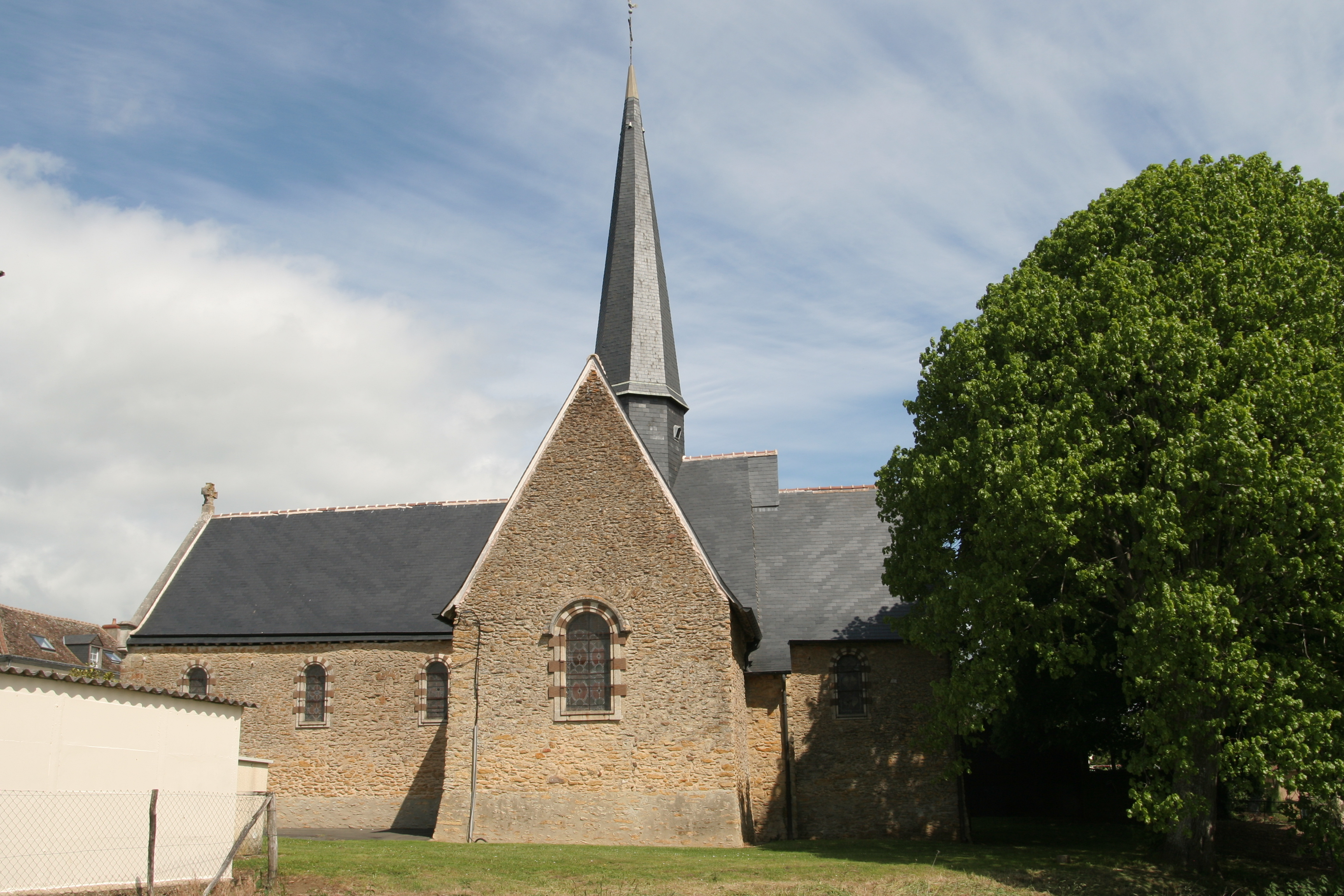
L'église Notre-Dame-des-Anges.

- Église Notre-Dame-des-Anges. Elle abrite des fonts baptismaux du XVIe siècle, des stalles également du XVIe et une statue de l'Éducation de la Vierge du XVIIe, classés à titre d'objets aux Monuments historiques[25].
- Les anciennes tuileries.
- Le monument aux morts situé en pleine campagne commémore le 12 janvier 1871. En ce lieu, les francs-tireurs manceaux, les 1er, 2e, 3e et 4e bataillons des mobiles de l'Orne et un bataillon du 44e de ligne délogeaient les Prussiens de leurs positions après une lutte acharnée, ouvrant ainsi un passage à l'armée de la Loire, permettant au général Chanzy de se retirer derrière la Mayenne, après les batailles livrées autour du Mans[réf. nécessaire].